# Hurley (cràter)

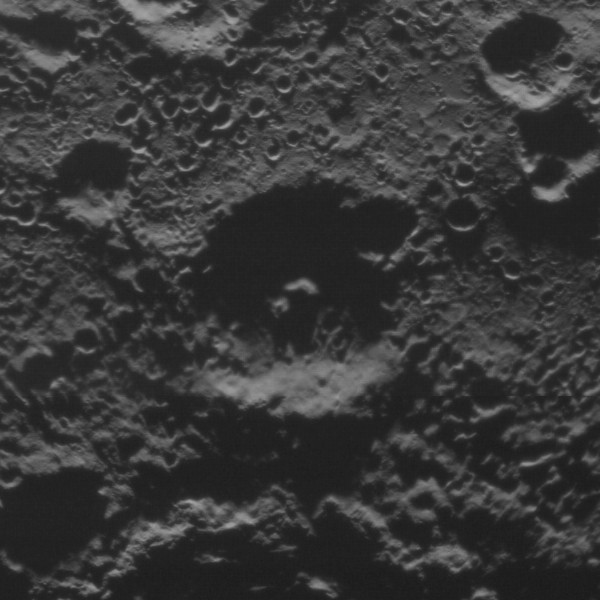
Imatge del cràter Hurley a la superfície de Mercuri.

Hurley és un cràter d'impacte en el planeta Mercuri de 67 km de diàmetre. Porta el nom del fotògraf australià Frank Hurley (1885-1962), i el seu nom va ser aprovat per la Unió Astronòmica Internacional el 2013.